# Ignacio Ramírez
Ignacio Ramírez, né le 1er février 1997 à Mercedes en Uruguay, est un footballeur italo-uruguayen qui évolue au poste d'avant-centre au Sport Recife.

## Biographie

### Liverpool Fútbol Club
Né à Mercedes en Uruguay, Ignacio Ramírez est formé par l'un des clubs de la capitale uruguayenne, le Liverpool Fútbol Club. Avec les équipes de jeunes il inscrit un total de 130 buts, ce qui constitue un record pour le club. Il joue son premier match en professionnel le 21 février 2016, en championnat, contre le CA Juventud. Ce jour-là il entre en jeu et son équipe s'incline par trois buts à un.
Buteur prolifique avec le club de Liverpool de Montevideo, Ramírez termine notamment meilleur buteur du championnat uruguayen en 2019 et fini à la deuxième place de ce classement en 2020. Il est également le deuxième meilleur buteur du club au XXIe siècle.

### AS Saint-Étienne
Ignacio Ramírez rejoint l'AS Saint-Étienne le 31 août 2021 sous forme de prêt pour une saison,. Alors qu'il joue très peu avec les Verts lors des six premiers mois de son prêt, le 18 janvier 2022 l'AS Saint-Étienne et le Liverpool Fútbol Club trouve un accord pour rompre le prêt d'Ignacio Ramírez quelques mois seulement après son arrivée en Europe. Il disputera un total de six matchs dont une seule titularisation avec Saint-Étienne.

### Nacional
De retour au Liverpool Fútbol Club après son prêt écourté avec l'AS Saint-Étienne, Ignacio Ramírez est de nouveau prêté cette fois-ci avec option d'achat au Nacional. Avec son nouveau club, Ignacio Ramírez retrouve du temps de jeu avec 33 matchs disputés et marque à 7 reprises. Auteur de performances satisfaisante, le Nacional décide de lever l'option d'achat du joueur, et le 2 janvier 2023 Ignacio Ramírez signe un contrat de deux saisons, soit jusqu'en décembre 2024. 

### En équipe nationale
En mai 2021, il est convoqué pour la première fois avec l'équipe nationale d'Uruguay.